# Toni Marín
Toni Marín (Premià de Dalt, 1967) és un periodista català que ha exercit la major part de la seva carrera professional en ràdio i televisió. Ha treballat a Antena 3 Radio (1989 – 1997), a TV3 (1997 – 1998) i a Ràdio Barcelona-Cadena SER (1997 – 2005), on ha format part de l'equip del programa La ventana i ha dirigit i presentat el programa La ventana de verano. Ha presentat el programa televisiu de debat Pros i contres de City TV-8tv (2006). Entre 2005 i 2014 ha dirigit i presentat el programa Matí a 4 bandes de Ràdio 4. Entre altres, ha rebut el Premi Ciutat de Barcelona de Comunicació 2010 i APEI de plata 2006 al millor programa magazín per al Matí a 4 bandes.